# Нешчардско побрђе
Нешчардско побрђе (блр. Нешча́рдаўскае ўзвышша; рус. Нещердовская возвышенность) представља моренско узвишење на крајњем источном делу Расонског рејона Витепске области, у северном делу Белорусије. Велики део побрђа наставља се на југозападне делове Псковске области Русије. Идући ка западу и југу побрђе постепено прелази у зону нешто равније Полацке низије.
Просечне надморске висине ове области крећу се између 180 и 220 метара, док је максимална висина 224 метра. Укупна површина области је око 650 км².
Главни водоток је река Дриса са својим десним притокама (део басена Западне Двине). Највећа језера су Нешчарда, Усвеча и Межава.
Под шумама је око 40% територије, а доминирају четинари на вишим и сувљим подручјима и храстове шуме уз обале река и језера.